# Heliomystis
Heliomystis là một chi bướm đêm thuộc họ Geometridae.

## Các loài
Bao gồm các loài:
- Heliomystis electrica – Meyrick, 1888